# Jerschan Qasychanow

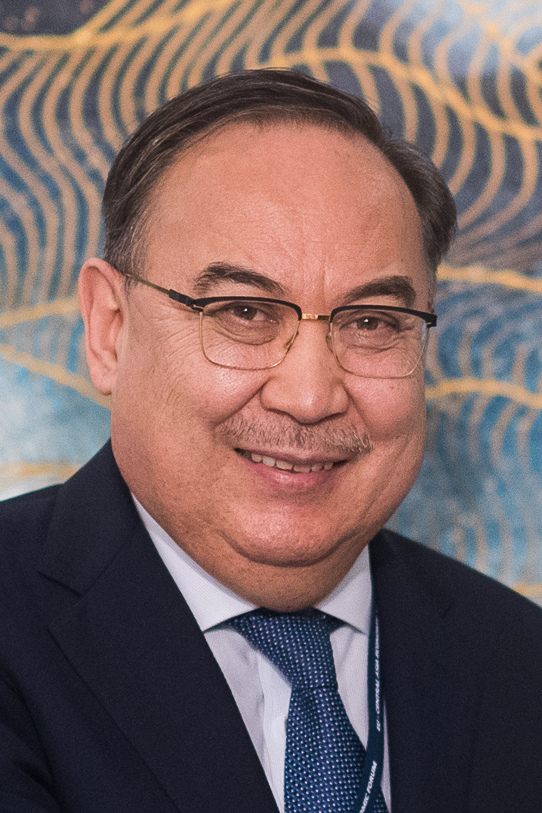
Jerschan Qasychanow, 2021

Jerschan Choseuly Qasychanow (kasachisch Ержан Хозеұлы Қазыханов Erjan Hozeūly Qazyhanov, russisch Ержан Хозеевич Казыханов/Jerschan Chosejewitsch Kasychanow; * 21. August 1964 in Alma-Ata, Kasachische SSR) ist ein kasachischer Politiker und ehemaliger Außenminister Kasachstans.

## Biografie
Seine Ausbildung absolvierte er an der Staatlichen Universität Sankt Petersburg von 1981 bis 1987. Danach besuchte er 1991 die Diplomatische Akademie des Außenministeriums in Moskau und anschließend das Foreign Service Training Institut in der indischen Hauptstadt Neu-Delhi. 1993 besuchte er das Foreign Service Training Institut in Washington, D.C.
Von 1989 bis 1995 war er unter anderem erster und zweiter Sekretär für politische Angelegenheiten im kasachischen Außenministerium.
Zwischen 1995 und 2000 war er Berater bei der ständigen Vertretung Kasachstans bei den Vereinten Nationen in New York City. Vom 12. Januar 2009 an war Qasychanow Botschafter Kasachstans in der Republik Österreich. Am 11. April 2011 wurde er nach den Präsidentschaftswahlen und der folgenden Kabinettsumbildung neuer Außenminister Kasachstans.
Seit dem 28. September 2012 war er Berater des kasachischen Präsidenten Nursultan Nasarbajew. Am 17. September 2014 wurde er Botschafter Kasachstans im Vereinigten Königreich. Vom 24. April 2015 an bekleidete Qasychanow den Posten des Botschafters Kasachstans in Irland. Seit dem 15. Februar 2017 ist er kasachischer Botschafter in den Vereinigten Staaten.
Qasychanow ist verheiratet und hat zwei Kinder. Er spricht neben Kasachisch Russisch, Englisch und Arabisch.